# Hypatopa segnella
Hypatopa segnella é uma espécie de mariposa do gênero Hypatopa pertencente à família Coleophoridae.